# ジル・ポワソン
ジル "ザ・フィッシュ" ポワソン（Gilles "The Fish" Poisson、1946年 - ）は、カナダの元プロレスラー。ケベック州ラック・サン・ジャン出身のフランス系カナダ人。
ヒールのラフ&パワーファイターとして、カナダのモントリオール地区を主戦場に、WWWFやAWAなどアメリカ合衆国のメジャー団体でも活動した。
日本では「ギルス・ポイソン」などと呼称されたが、本項では原音に近い表記を使用する。なお、"Poisson" とは魚類を意味するフランス語であり、ニックネームに用いていた英訳の "Fish" は俗語で「いやな奴」などの意味を持つ。

## 来歴
プロ転向前はアマチュアレスリングで鳴らし、1968年のメキシコシティオリンピックにもカナダ代表として出場する予定だったが、怪我のために参加を断念したという。デビュー後はマッドドッグ・バションの仲介により、スチュ・ハートが主宰していたカルガリーのスタンピード・レスリングにて、アレックス・ザ・ブッチャー（Alex the Butcher）のリングネームで活動。ヒールのポジションでギル・ヘイズとタッグを組み、1970年にはビル・ロビンソン、ジョージ・ゴーディエンコ、アンジェロ・モスカ、ウェイン・コールマン、アブドーラ・ザ・ブッチャーとも対戦した。
その後、ピエール・レ・グラン（Pierre LeGrande）と名乗ってバンクーバー地区に登場し、この名義で1970年7月に日本プロレスに初来日。無名の存在ながら巨体を見込まれ、札幌中島スポーツセンターにてジャイアント馬場とのシングルマッチも組まれた。日本遠征後は太平洋岸北西部のパシフィック・ノースウエスト・レスリングに参戦、ディーン・ホー、ダッチ・サベージ、ムーンドッグ・メイン、ミスター・フジ、スタン・スタージャックらと対戦している。
翌1971年3月末、バスター・マシューズ（Buster Mathews）のリングネームで国際プロレスに来日し、ロビンソン、モンスター・ロシモフ、カール・ゴッチ、シーン・リーガンらが参加した第3回IWAワールド・シリーズに「アメリカ代表」として出場。パンフレットにはピエール・レ・グラン時代の素顔の写真が掲載されていたが、シリーズには覆面を被って参戦し、5月9日の金沢大会では、ドクター・デスとの覆面コンビでサンダー杉山&グレート草津のIWA世界タッグ王座に挑戦。杉山やラッシャー木村との金網デスマッチも行われた。国際プロレスには1973年4月にも、ザ・カナディアン（The Canadian）なる別名義の覆面レスラーとして再来日しており、マッドドッグ・バション、イワン・コロフ、ターザン・タイラー、ラーズ・アンダーソンら大物ヒールのパートナーを務めた。
その間、地元ケベックのモントリオールでは、マッドドッグ&ブッチャー・バションが主宰していたグランプリ・レスリング（GPW）にて、ジル・ポワソン（Gilles Poisson）と名乗って活動。少年時代に憧れていたというキラー・コワルスキーのパートナーとなり、1972年11月13日にハリウッド・ブロンズ、1973年10月2日にブルーノ・サンマルチノ&エドワード・カーペンティアからGPWタッグ王座をそれぞれ奪取。1974年にはシングルのGPWヘビー級王座も獲得している。
1975年7月、新日本プロレスに来日（表記はギルス・ポイソン）。同時参戦したハンス・シュミットやブルート・バーナードに次ぐ3番手外国人のポジションで、7月4日の後楽園ホールでのシリーズ開幕戦では、メインイベントにてアントニオ猪木とのシングルマッチが組まれた。シリーズ中は猪木をはじめ、坂口征二やストロング小林ともシングルマッチで対戦している。
1976年1月より、実在したケベックの怪力男と同名のルイ・シル（Louis Cyr）をリングネームにWWWFに登場。フレッド・ブラッシーをマネージャーに迎え、ニューヨークのマディソン・スクエア・ガーデンではボボ・ブラジル、パット・バレット、ドミニク・デヌーチと対戦。クラッシャー・ブラックウェルやバロン・シクルナとタッグを組み、トニー・パリシ&ルイ・セルダンが保持していたWWWF世界タッグ王座にも再三挑戦した。
1976年9月から1977年3月にかけては、ピエール・ポワソン（Pierre  Poisson）の名義でAWAにて活動。ペドロ・モラレス、ピーター・メイビア、ラリー・ヘニング、コシロ・バジリ、グレッグ・ガニア、ジム・ブランゼルらと対戦し、国際プロレスでも共闘したムース・モロウスキーと組んでガニア&ブランゼルのハイ・フライヤーズが保持するAWA世界タッグ王座にも挑戦。カナダのウィニペグではマッドドッグ・バション&バロン・フォン・ラシクともトリオを組んだ。
以降はリングネームをジル "ザ・フィッシュ" ポワソンに定着させ、1970年代後半は西ドイツに遠征して1977年のハノーバー・トーナメントにも出場。1978年にはオットー・ワンツ主宰のキャッチ・レスリング・アソシエーションにて、ワンツ、ドン・レオ・ジョナサン、スティーブ・ライト、イワン・ストロゴフ、ビッグ・ジョン・クイン、デビッド・テイラーと対戦した。
1980年代はジノ・ブリットらが主宰していたモントリオールのインターナショナル・レスリング（Lutte Internationale）を主戦場に、1982年にはセーラー・ホワイトと組んでカナディアン・インターナショナル・タッグ王座を獲得。以後、ディノ・ブラボー、パット・パターソン、リック・マーテルらスター選手との抗争を経て、インターナショナル・レスリングが活動を停止した1987年に現役を引退した。
2019年にはバション兄弟のドキュメンタリー映画 "Mad Dog & The Butcher" に声のみ出演した。

## 得意技
- スープレックス
- ベアハッグ
- エルボー・ドロップ
- カナディアン・バックブリーカー

## 獲得タイトル
グランプリ・レスリング
- GPWヘビー級王座：1回[13]
- GPWタッグ王座：3回（w / キラー・コワルスキー×2、クリス・マルコフ）[12]

スタンピード・レスリング
- スタンピード北米ヘビー級王座：1回[23]

トランス・カナダ・レスリング
- TCWマリタイムズ・タッグ王座：1回（w / マスクド・モウラー）[24]

インターナショナル・レスリング
- カナディアン・インターナショナル・タッグ王座：1回（w / セーラー・ホワイト）[21]